# Amadeo Carrizo

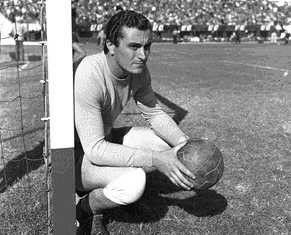
Kolem roku 1955

Amadeo Raúl Carrizo (12. červen 1926, Rufino – 20. března 2020) byl argentinský fotbalista, brankář.
V dresu argentinské reprezentace se zúčastnil mistrovství světa ve Švédsku roku 1958. Celkem za národní tým odehrál 20 zápasů.
S CA River Plate se stal šestkrát mistrem Argentiny (1945, 1952, 1953, 1955, 1956, 1957).
Bývá označován za autora mnohých herních inovací – chytání v brankářských rukavicích, hra brankáře mimo pokutové území, zakládání útoku z výkopu apod. Mezinárodní federace fotbalových historiků a statistiků ho vyhlásila 10. nejlepším gólmanem 20. století. Brazilský časopis Placar ho vyhlásil 56. nejlepším fotbalistou 20. století.
Měl přezdívku Tarzán.